# Eurydice valkanovi
Eurydice valkanovi là một loài chân đều trong họ Cirolanidae. Loài này được Bacescu miêu tả khoa học năm 1949.